# De zes dienaren

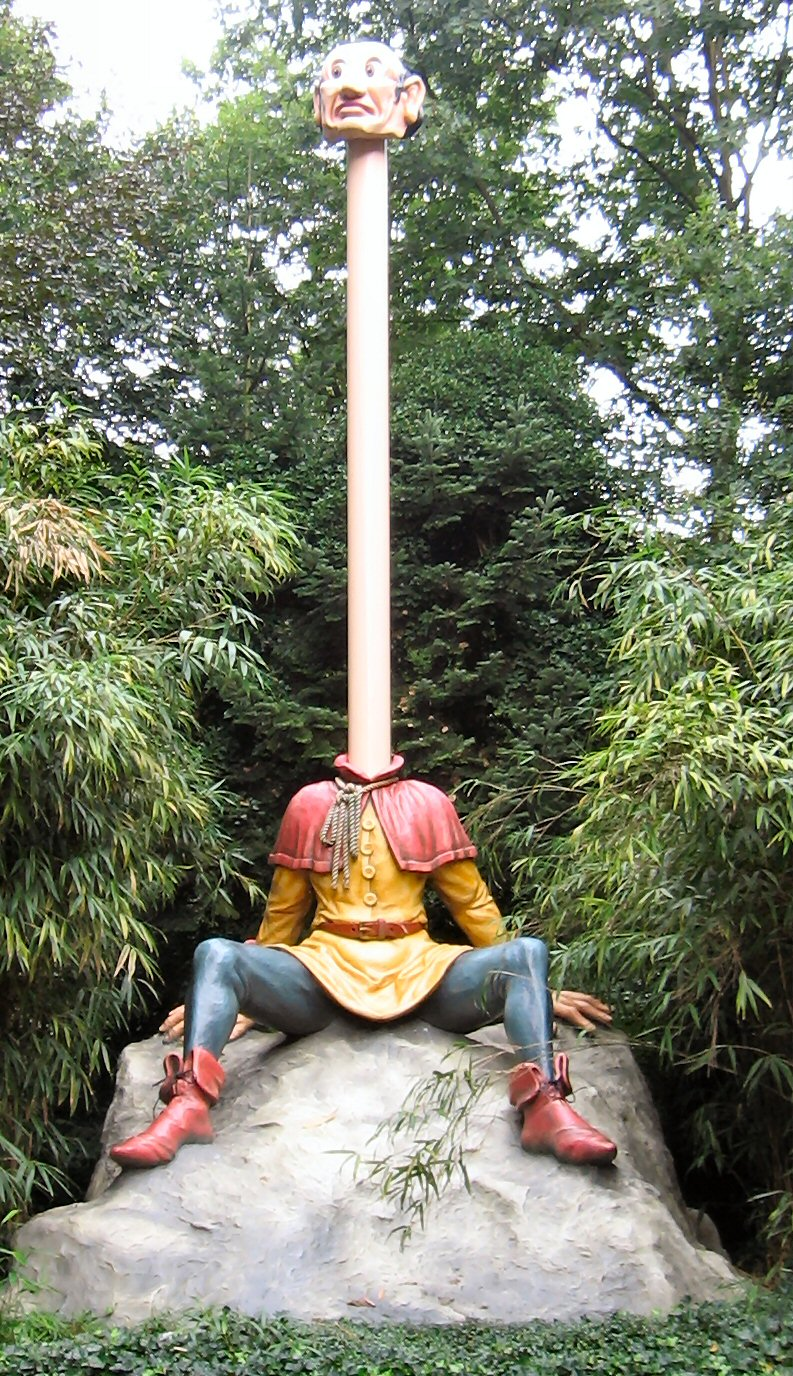
Langnek in het Sprookjesbos in De Efteling

De zes dienaren is een sprookje van Grimm, gepubliceerd in Kinder- und Hausmärchen als KHM134.
Door het Nederlandse attractiepark de Efteling is een figuur uit het sprookje, Langnek, erg bekend geworden. Een borstbeeld van Kogeloog is in het park tegenover Langnek te vinden boven een gelijknamig horecapunt en ook is er een galerij met tekeningen van elke dienaar aanwezig.

## Het sprookje
Een oude koningin is een tovenares en haar dochter is het mooiste meisje onder de zon. Ze wil mensen in het verderf lokken en laat iedereen onmogelijke opdrachten uitvoeren. Iedereen eindigt dan ook met een afgehakt hoofd. Op een dag hoort een koningszoon van de jonkvrouw en zijn vader wil hem niet laten gaan. Maar de zoon wordt ziek en ligt zeven jaren in bed, zonder dat een arts hem helpen kan. De vader laat hem dan gaan en de zoon gaat vrolijk op weg. Hij komt bij de heide en ziet een man met een enorme buik, hij ziet eruit als een berg. Dikzak ziet de reiziger en vraagt of hij hem in dienst wil nemen en vertelt dat hij nog drieduizendmaal zo dik kan worden. Ze komen bij een man die met zijn oor op het gras ligt, de man vertelt dat hij alles hoort groeien. Ook hoort hij hoe een hoofd wordt afgehakt op het hof.

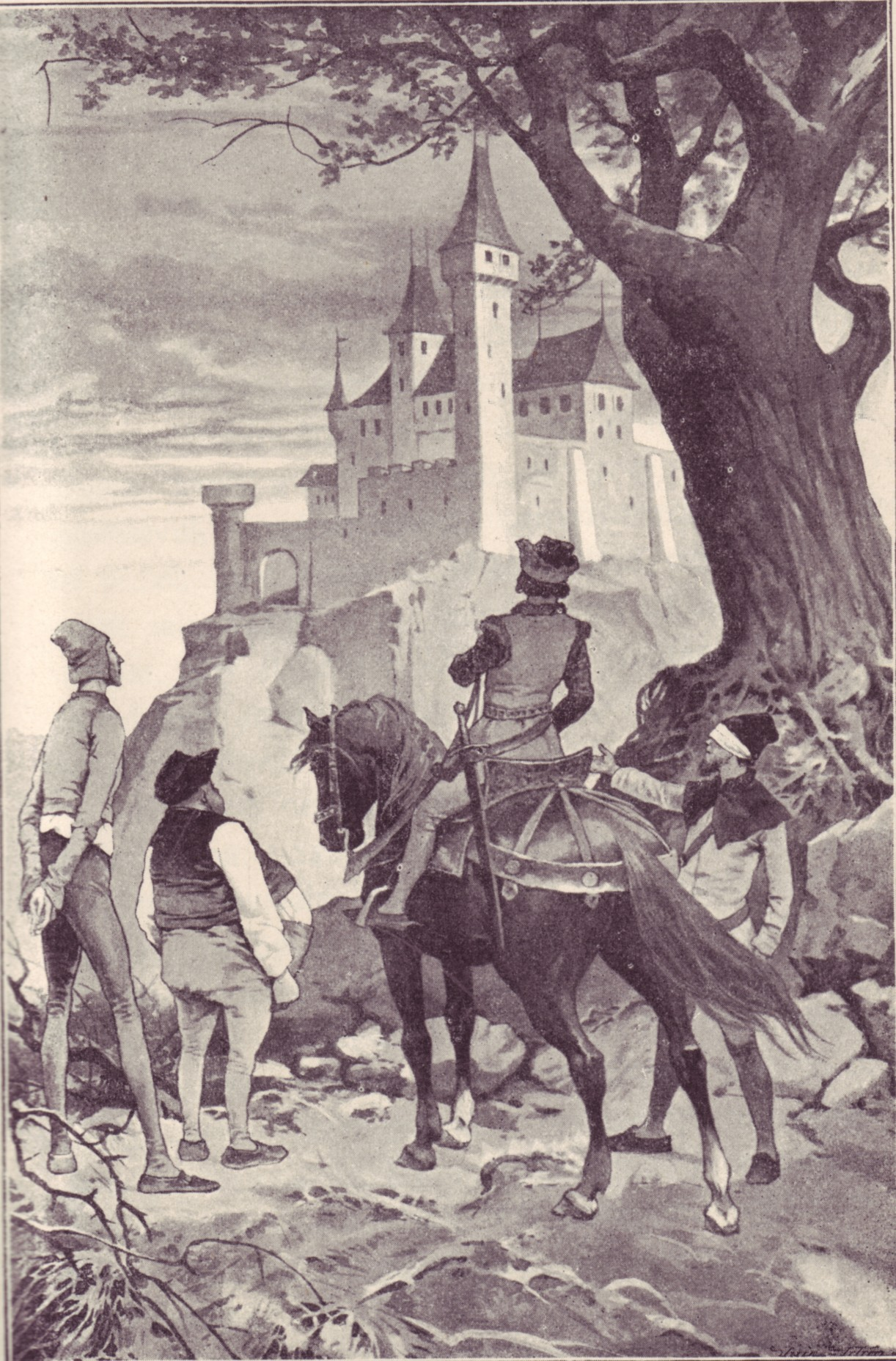

Ze gaan samen verder en komen bij een paar voeten, ze zien benen en dan niets. Na een tijdje lopen komen ze bij de romp en zien het hoofd. Bonenstaak zegt dat hij nog drieduizendmaal zo lang kan worden en gaat ook als dienaar mee. Ze komen bij een man met een blinddoek voor zijn ogen. De man vertelt dat zijn blik alles uit elkaar doet spatten en hij gaat met het gezelschap mee. Dan komen ze een man tegen die loopt te bibberen in de hete zonneschijn. Hij vertelt dat hij het kouder krijgt, hoe warmer het is. En hoe kouder het is, hoe warmer deze man het heeft. Ze nemen deze man ook mee en komen bij een man die zijn hals erg ver uitrekt om over de bergen te kijken. De man zegt scherpe ogen te hebben en de hele wereld te kunnen overzien.
De koningszoon gaat met zijn zes dienaren naar de oude koningin en vraagt wat zijn opdracht is. Hij moet drie opdrachten uitvoeren en daarna zal hij heer worden en haar dochter krijgen. Hij moet een ring halen die de koningin in de Rode Zee heeft laten vallen en Scherpoog ziet de ring aan een puntige steen hangen. Dikzak gaat liggen en drinkt het water op, waarna Bonenstaak de ring pakt. De koningszoon brengt de ring naar de oude vrouw en zij laat hem dan driehonderd vette ossen opeten. Ook driehonderd vaten wijn moeten leeggedronken worden, hij mag één gast meenemen. De koningszoon haalt Dikzak en alles is op als de oude vrouw komt kijken. Dan moet de koningszoon haar dochter in zijn kamer omhelzen en hij mag niet in slaap vallen. Om middernacht zal de oude vrouw komen kijken, als zij niet meer in zijn armen ligt is alles verloren.
De koningszoon laat zijn dienaren de wacht houden en als de nacht valt, brengt de oude vrouw haar dochter. Bonenstaak slingert zich om het tweetal heen en Dikzak gaat voor de deur staan. De maan schijnt door het raam en tot elf uur kijkt de koningszoon naar de mooie vrouw. Maar dan werpt de oude vrouw een betovering over iedereen en ze vallen in slaap. De jonkvrouw verdwijnt en iedereen slaapt tot kwart voor twaalf. Ze worden wakker en Luisterman hoort dat de vrouw op een rots zit te huilen, driehonderd uur hiervandaan. Bonenstaak loopt erheen en neemt Blinddoek mee op zijn rug. De rots springt na de blik van Blinddoek in stukken en ze nemen de jonkvrouw mee. Als de klok twaalf slaat, komt de oude tovenares aanlopen en denkt dat de koningszoon van haar is.
Maar de tovenares ziet haar dochter in zijn armen en fluistert haar dochter nog in het oor dat het een schande is dat zij dat gewone volk moet gehoorzamen. De trotse jonkvrouw wordt dan kwaad en ze wil wraak, ze wil dat driehonderd karren vol hout in brand worden gestoken. Pas als iemand in het vuur wil zitten, zal ze met hem trouwen. Koukleum gaat op de houtstapel en als de vlammen doven, staat hij te trillen. Dan moet de jonkvrouw wel trouwen en ze rijden naar de kerk. De oude vrouw stuurt soldaten achter het paar aan, maar Luisterman heeft dit gehoord. Dikzak spuwt wat zeewater uit en de soldaten verdrinken. Geharnaste ridders worden verslagen door de blik van Blinddoek en na het huwelijk in de kerk nemen de zes dienaren afscheid van hun heer.
De koningszoon ziet een varkenshoeder zijn kudde hoeden en vertelt dat het zijn vader is. Hij laat de waard en waardin de koninklijke kleding van zijn vrouw wegnemen en leggen oude kleding terug. De jonge vrouw denkt dat het haar verdiende loon is en hoedt de varkens met haar man. Na acht dagen komen mensen en nemen haar mee naar het paleis. Daar ziet ze haar man, maar ze herkent hem niet. Hij valt haar om de hals en kust haar, hij vertelt dat zij moest lijden omdat hij dat ook heeft gedaan. Dan wordt de bruiloft gevierd en de verhalenverteller was daar graag bij geweest.

## Achtergronden bij het sprookje
- Het sprookje komt uit de omgeving van Paderborn.
- Het sprookje is verwant met Met z'n zessen de hele wereld rond (KHM71).
- De namen van de dienaren verschillen soms, zoals Heuvelbuik, Springkuit, Putoor, Koukleum, Kogeloog en Langnek.
- Varkens hoeden is ook een motief in Hans-mijn-egel (KHM108). Het staat voor het leren beheersen van de lagere driften.
- In de Edda springt ook een zuil kapot (door de blik van de Joten).
- De trotse prinses krijgt ook een lesje in Koning Lijsterbaard (KHM52).
- Een opgegeven raadsel was vroeger meer dan amusement, denk ook bijvoorbeeld aan het Bijbelverhaal over Simson en de Odinsvraag. Het raadsel speelt een grote rol in Vafþrúðnismál (het lied van Vafthrudnir uit de Edda). Het speelt ook in andere sprookjes een rol, zoals in Het raadsel (KHM22), Repelsteeltje (KHM55), De verstandige boerendochter (KHM94), Dokter Alwetend (KHM98), De volleerde jager (KHM111), Het snuggere snijdertje (KHM114), De duivel en zijn grootmoeder (KHM125), Het herdersjongetje (KHM152) en Raadselsprookje (KHM160). Zie ook Het raadsel, een volksverhaal uit Suriname.
- De grappige afsluiting brengt de toehoorder terug naar de gewone wereld, dit komt veel voor in de volkstraditie. Zie ook Hans viert bruiloft (KHM84), Het aardmanneke (KHM91), De twee koningskinderen (KHM113) en Het snuggere snijdertje (KHM114).
- De reis naar de Rode Zee komt ook voor in De zingende springende leeuwerik, hiervoor wordt Vogel Grijp gebruikt.
- Zie ook Sun Wukong, een figuur uit de Chinese mythologie met bovenmenselijke krachten die met drie vrienden een reis begon.
- In de verhalen van de Baron von Munchhausen komt eveneens een verhaal voor over vijf bruikbare dienaren met bovenmenselijke krachten die de baron oppikt tijdens een reis naar Egypte en die hem bijstaan in een weddenschap met de Turkse sultan.
- Zie ook Thor en Loki in Jotunheim, een verhaal uit de Proza-Edda waarin ook figuren met bovennatuurlijke gaven en onmogelijke opdrachten voorkomen.
- Zie ook Prachtige Pjotr.